# Сарыбел
Сарыбел (каз. Сарыбел, до 2011 г. — Ново-Тимофеевка) — село в Самарском районе Восточно-Казахстанской области Казахстана. Административный центр Сарыбельского сельского округа. Код КАТО — 635049100.

## История
Село было основано в 1959 году для жителей переселённых из сёл Сарабель и Чистый Яр, оказавшихся в зоне затопления Бухтарминского водохранилища, и было названо Ново-Тимофеевка, в честь командира партизанского отряда «Красные горные орлы», действовавшего против колчаковцев во время гражданской войны, Тимофеева Никиты Ивановича.

## Население
В 1999 году население села составляло 1168 человек (550 мужчин и 618 женщин). По данным переписи 2009 года в селе проживало 897 человек (451 мужчина и 446 женщин).